# Чередники (Решетиловский район)
Чередники (укр. Чередники) — село,
Плосковский сельский совет,
Решетиловский район,
Полтавская область,
Украина.
Код КОАТУУ — 5324283805. Население по переписи 2001 года составляло 78 человек.
Найдены на трехверстовке Полтавской области. Военно-топографическая карта.1869 года как хутор Шесты ( это название на картах начиная с 1941 года)

## Географическое положение
Село Чередники находится на правом берегу реки Полузерье,
выше по течению на расстоянии в 3 км расположено село Плоское,
ниже по течению на расстоянии в 1 км расположено село Грекопавловка (Новосанжарский район),
на противоположном берегу — село Белокони (Новосанжарский район).